# Charazani

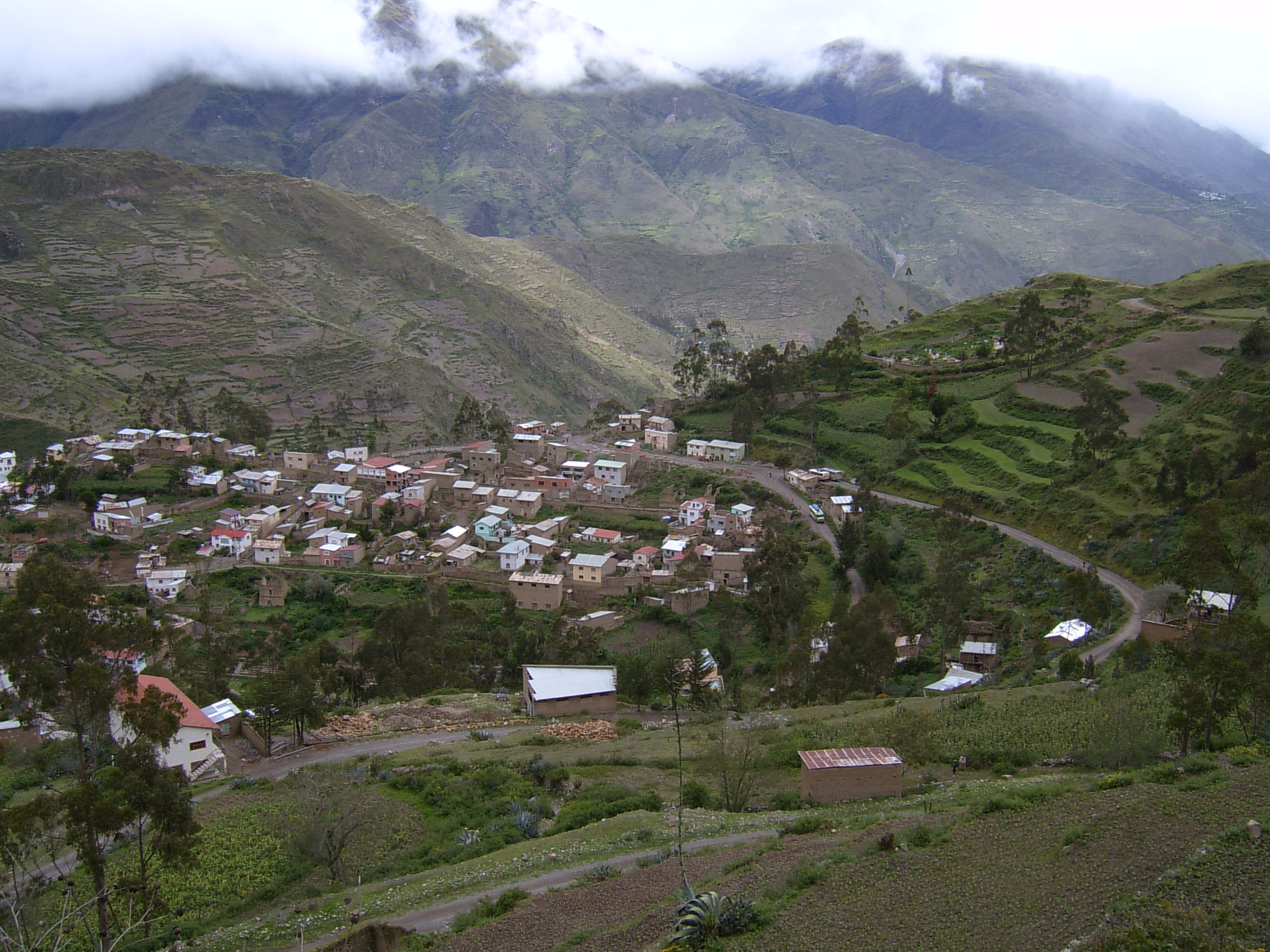
Charazani

Charazani är huvudstaden i den bolivianska provinsen Bautista Saavedra i departementet La Paz.